# Dinkelberg und Röttler Wald
Dinkelberg und Röttler Wald este o arie protejată (arie specială de conservare — SAC, sit de importanță comunitară — SCI) din Germania întinsă pe o suprafață de 4.657,17 ha, integral pe uscat.

## Localizare
Centrul sitului Dinkelberg und Röttler Wald este situat la coordonatele 47°38′39″N 7°46′15″E / 47.6442°N 7.7708°E.

## Înființare
Situl Dinkelberg und Röttler Wald a fost declarat sit de importanță comunitară în ianuarie 2005 pentru a proteja 3 specii de plante și 9 specii de animale. Situl a fost protejat și ca arie specială de conservare în ianuarie 2019.

## Biodiversitate
Situată în ecoregiunea continentală, aria protejată conține 13 habitate naturale: Turlough, Cursuri de apă de la nivel de câmpie la nivel montan, cu vegetație Ranunculion fluitantis și Callitricho-Batrachion, Pajiști uscate seminaturale și facies de acoperire cu tufișuri pe substraturi calcaroase (Festuco-Brometalia) (* situri importante pentru orhidee), Pajiști uscate seminaturale și facies de acoperire cu tufișuri pe substraturi calcaroase (Festuco-Brometalia) (* situri importante pentru orhidee), Liziere de ierburi înalte hidrofile de câmpie și de nivel montan până la alpin, Fânețe de joasă altitudine (Alopecurus pratensis, Sanguisorba officinalis), Pante stâncoase calcaroase cu vegetație casmofită, Pante stâncoase silicioase cu vegetație casmofită, Peșteri inaccesibile publicului, Păduri de fag Luzulo-Fagetum, Păduri de fag Asperulo-Fagetum, Păduri pe pante, grohotișuri și ravene de Tilio-Acerion, Păduri aluvionare cu Alnus glutinosa și Fraxinus excelsior (Alno-Padion, Alnion incanae, Salicion albae).
La baza desemnării sitului se află mai multe specii protejate:
- plante (3): Buxbaumia viridis, mușchi (Dicranum viride), Orthotrichum rogeri
- amfibieni (1): izvoraș-cu-burta-galbenă (Bombina variegata)
- mamifere (4): liliac cârn (Barbastella barbastellus), liliac cu urechi mari (Myotis bechsteinii), liliac cărămiziu (Myotis emarginatus), liliac comun (Myotis myotis)
- nevertebrate (3): Austropotamobius pallipes, Coenagrion mercuriale, rădașcă (Lucanus cervus)
- pești (1): cicar (Lampetra planeri)